# 问十乡
问十乡，是中华人民共和国河南省漯河市源汇区下辖的一个乡镇级行政单位。

## 行政区划
问十乡下辖以下地区：
问十村、董庄村、武庄村、小河王村、前李村、西师村、后李村、宋庄村、陶桥村、宁庄村、望天村、黄李村、骆坡村、曹店村和前问十村。